# لاغرانغ (نيويورك)
لاغرانغ (بالإنجليزية: LaGrange, New York) هي منطقة سكنية تقع في الولايات المتحدة في مقاطعة دوتشيز. يقدر عدد سكانها بـ 15,730 نسمة ومساحتها 103.2 كم2 وترتفع عن سطح البحر 97 متر.

## أعلام
- كاثلين ميرفي
- إسحاق ر. هارينجتون